# PVF Matera
PVF Matera (italienska Pallavolo Femminile Matera) var en volleybollklubb (damer) från Matera, Italien. 
Klubben bildades 1976. De avancerade därefter steg för steg igenom seriesystemet. De vann 1984-1985 serie B1 och avancerade till serie A2 (näst högsta serien). De vann serie A2 1987-1988, varför de debuterade i serie A1 (högsta serien) året efter. Klubben etablerade sig snabbt i högsta serien och nådde tillräckligt bra placeringar för att kvalificera sig för spel på Europanivå. De vann CEV Cup (numera omdöpt till CEV Challenge Cup) både 1990-1991 och 1991-1992. Samma år som de vann CEV Cup andra gången vann de också italienska mästerskapen första gången (och satte därmed stopp för Olimpia Teodoras långa segersvit). De kom att vinna de italienska mästerskapen fyra år i rad (1991-1992, 1992-1993, 1993-1994 och 1994-1995) och italienska cupen tre år i rad (1992-1993, 1993-1994, 1994-1995). De vann även europamästerskapet (numera CEV Champions League) två gånger (1992-1993 och 1995-1996).
Under den framgångsrika perioden var klubben sponsrad av Parmalat. När företaget under slutet av 1990-talet hamnade i ekonomiska svårigheter påverkade detta också klubben. I slutet av säsongen 1999-2000 sålde klubben sin spellicens till Pallavolo Reggio Emilia och lade ner verksamheten. Ett försök att återstarta verksamheten 2012-2013 varade bara en säsong.